# Stretto di Dampier (Indonesia)
Lo stretto di Dampier (noto anche come stretto di Augusta) è uno stretto situato nella provincia indonesiana di Papua Occidentale che separa le isole di Waigeo e Batanta, nell'arcipelago delle Isole Raja Ampat.

## Etimologia
Il suo nome deriva da quello del corsaro e navigatore britannico William Dampier.